# Caterina Davinio
Caterina Davinio, född Maria Caterina Invidia den 25 november 1957 i Foggia, Italien, är en Italiensk avantgardistisk diktare, författare, fotograf, och videokonstnär, computerkonstnär; grundare av Italiensk Net-Poetry (Internet-poesi). 

## Utställningar
Biennale de Lyon (två upplagor), Venedigbiennalen (sju upplagor sedan 1997), Athens Biennial, Poliphonyx (Barcelona och Paris), Biennale di arti elettroniche, cinema e televisione (Rom), Le tribù dell'Arte (Tribù del video e della performance, Rom, Galleria Comunale d'Arte Moderna e Contemporanea. Achille Bonito Oliva), Artmedia (Salerno Universität, Mario Costa), New Media Art Biennial, Merida (Mexiko), Artists' Biennial (Hongkong), E-Poetry Festival (University SUNY Buffalo, New York, and Barcelona).

## Verk

### Net-Poetry (Internetpoesi)
- 1998 Karenina.it, MAD 2003 Award (Section: "NET_ZINE"), Madrid.
- 2001 Parallel Action-Bunker, 47 Venedigbiennalen, Harald Szeemann Kurator (in: Bunker poetico, Installation: Marco Nereo Rotelli).
- 2002 Copia dal vero (Paint from Nature), Florenz (I) und Ajaccio (F) (Rhizome Database, NYC).
- 2002 Global Poetry, Unesco 2002 (Rhizome Database, NYC).
- 2003 GATES, 50 Venedigbiennalen (in: BlogWork the ArtWork is the Network, ASAC).
- 2005 Virtual Island, 51. Venedigbiennalen (a latere), in: Isola della Poesia; Installation: Marco Nereo Rotelli, Achille Bonito Oliva Kurator.
- 2009 The First Poetry Space Shuttle Landing on Second Life, 53. Venedigbiennalen (a latere), in MHO_Save the Poetry, Marco Nerei Rotelli Kurator.
- 2014 Big Splash, OLE.01 Festival Palazzo Reale i Neapel.

### Digital konst - Videokonst
- Centomilamodi di... Perdere la Testa, Art Gallery Award - MC Microcomputer, Rom 1992
- Dialogie al Metroquadro, Rom 1994-95, in: VeneziaPoesia 1997, 47 Biennale von Venedig (a latere), Nanni Balestrini Kurator.
- Eventi Metropolitani, Rom 1995
- Videopoesie Terminali, Rom 1996-97
- U.F.O.P., Unidentified Flying Poetry Objects, Monza 1999
- Fluxus Trilogy, Lecco 2002
- Caterina Davinio for Alan Bowman Fried/Frozen Events 2003, Lecco 2003
- Poem in Red, Lecco 2005
- Milady Smiles. Dedicated to Jaguar E, CH - Lecco 2007
- Nature Obscure, Lecco 2007

### Publikationer
Romaner
- Còlor Còlor, roman, Pasian di Prato - UD, Campanotto Editore, 1998, ISBN 88-456-0072-6
- Il sofà sui binari, roman, Novi Ligure, Puntoacapo Editrice, 2013. ISBN 978-88-6679-137-9

Poesi
- Fenomenologie seriali / Serial Phenomenologies, Campanotto Editore, Pasian di Prato - UD, 2010, ISBN 978-88-456-1188-9
- Il libro dell'oppio (1975 - 1990), Puntoacapo Editrice, Novi Ligure 2012, ISBN 978-88-6679-110-2
- Aspettando la fine del mondo / Waiting for the End of the World, Fermenti, Rom 2012, ISBN 978-88-97171-30-0

Facklitteratur
- Tecno-Poesia e realtà virtuali / Techno-Poetry and Virtual Reality, (Italian / English), Mantova, Sometti 2002. ISBN 88-88091-85-8
- Virtual Mercury House. Planetary & Interplanetary Events, bok med DVD, parallell engelsk översättning, Rom, Polìmata, 2012, ISBN 978-88-96760-26-0

övriga publikationer
- AAVV - Caterina Davinio, Davinio, katalog målning, Rom, Parametro 1990
- Caterina Davinio, “Fenomenologie seriali”, dikter, "Tellus" 24-25, Scritture Celesti (S. Cassiano Valchiavenna - SO, I), Ed. Labos, 2003, ISSN 1124-1276
- Caterina Davinio, "Scritture/Realtà virtuali", essay in Scritture/Realtà, Milano 2002.
- Caterina Davinio, "La poesia video-visiva tra arte elettronica e avanguardia letteraria", essay, "Doc(K)s" (F), 1999, ISSN Doc(k)s 0396/3004, commission paritaire 52 841.
- Caterina Davinio, "Net-Performance: Processes and Visible Form", "Doc(k)s", 2004, Ajaccio, F, ISSN Doc(k)s 0396/3004, commission paritaire 52 841.
- Caterina Davinio, Paint from Nature. "Doc(k)s", paper and CD, 2001, Ajaccio, F, ISSN Doc(k)s 0396/3004, commission paritaire 52 841